# Paranerita triangularis
Paranerita triangularis là một loài bướm đêm thuộc phân họ Arctiinae, họ Erebidae.